# 울산항국제여객터미널
울산항국제여객터미널은 울산광역시 동구 방어동에 있었던 여객선 터미널이다. 2002년에 울산과 일본 기타큐슈시의 고쿠라 항을 연결하는 여객선의 운항과 함께 개항하였다가, 2004년에 폐지되고 2009년에 터미널 청사가 해체되었다.

## 위치
울산항국제여객터미널은 울산만의 동안(東岸), 울산 동구의 현대계열 공장이 늘어선 매립지에 있었다. 이곳은 1426년 개항하여 왜관이 설치되었던 염포와 인접한 장소였다.

## 역사

### 구상
2001년, 대한민국은 일본과 공동개최하는 2002년 FIFA 월드컵과 부산에서 개최되는 2002년 아시안 게임 등의 국제대회에 대비해 고속여객선으로 한국 동남부와 일본 규슈지방을 연결하는 항로를 신설할 계획이 잇따라 나왔다. JR 규슈가 비틀을 운항하고 있던 부산-하카타에서는 한국 측에서 신규 사업자를 모집하였고, 대보해운이 선정되었다. 그 외 무성해운이 울산-고쿠라, 대아고속해운이 부산-고쿠라간 고속선 운항을 신청하였다.
그 중 무성의 계획은 오스트레일리아에서 만든 삼동선을 도입, 울산-고쿠라를 3시간에 연결하는 것이었다. 한국 측의 발착지로서 울산이 선택된 것은, 부산에서는 이미 개설된 비틀과 경쟁해야 한다는 점, 울산은 일본인 관광객이 많은 경주와 가깝고, 또 공업도시인 울산과 포항의 비지니스 수요를 기대할 수 있다는 점이 고려된 결과였다. 이 계획은 대아고속해운의 계획과 일본측의 발착항이 동일한데다 울산과 부산이 인접해 있어서 직접 경쟁해야하기 때문에 해양수산부는 일원화를 바랐다. 하지만 법률상의 하자가 없는 한 한쪽의 신청만을 거절할 수도 없어서 최종적으로는 두개의 항로 개설을 승인하였다.
그때까지 울산은 국제여객선의 발착지가 된 적이 없었기 때문에, 무성의 계획을 신현하기 위해서는 여객터미널을 신설할 필요가 있었다. 설치장소 선정이 늦어졌지만, 해양수산부 울산지방수산청이 소유한 동구 방어동의 땅에 울산광역시가 터미널을 건설하게 되었다. 건설비용의 일부는 터미널에 면세점을 출점할 한국관광공사가 부담하여, 터미널은 2002년 4월 완공되었다. 완공된 터미널에는 출입국 관리시설과 은행, 매점 등이 들어서고, 고쿠라측의 기타큐슈 시가 준비한 터미널과 비교해도 충분한 시설이었다. 하지만 울산시는 완공한 터미널을 임시터미널로 규정하고 3~5년 후에는 수억원의 국비를 투입하여 본격적인 터미널을 건설할 계획을 세웠다.

### 개설
2002년 4월 25일, 울산항국제여객터미널에서 심완구 울산광역시장과 무성의 관계자 등 약 200명이 참석한 취항식이 열리고, 제1편이 고쿠라를 향해 출항하였다. 식전에서 심완구 울산시장은 1426년 세종 시대에 울산이 개항장이 되어 대일무역의 거점이 된 것을 말하며 다시한번 울산이 대일교류의 창구가 된 의의를 강조하였다. 이렇게 운항을 시작한 울산-고쿠라 항로였지만, 운항개시 직후부터 결항과 지연이 빈발, 5월 2일에는 항행중에 볼트가 파손되어 수리를 위해 결항하였으며, 운항은 5월 17일에 재개되었다. 그 후에도 결항이나 지연이 빈발한데다 흔들림이 심해 승객 수요가 정착되지 못했다.
취항항로에 문제가 속출하는 한편, 터미널의 위치에 관한 문제도 나타났다. 터미널은 공업지역의 한쪽에 위치하기 때문에 진입도로나 터미널 주변에 공장 관계자가 차량을 주차하여 출입에 지장을 주는데다, 경관면에서도 문제가 지적되었다. 또한 터미널과 시내를 연결하는 교통시설은 터미널 앞에 신설된 버스 정류장밖에 없는데다 승객이 적어 대기하는 택시도 없었다.
2002년 9월에는 태풍 루사에 의해 잔교의 일부가 파손되었다. 태풍의 영향으로 8월 31일부터 이미 결항했던 울산-고쿠라 항로는 터미널에서 조금 떨어진 장소의 접안시설을 사용하여 일단 운항을 재개하였지만, 안전상 · 보안상의 우려로 다시 결항되었다. 그 후 터미널에 인접한 시설에 응급조치가 행해져, 9월 13일부터 운항이 재개되었다. 응급시설이기 때문에 울산시와 수산청에서 직원이 파견되어 승강시의 안전을 확보하였다. 10월 24일부터 4400만원의 예산을 투입해 접안시설의 본격적인 수리를 시작하였다.
2002년 12월에는 운항회사인 무성이 취항선인 「돌핀 울산」의 정기점검을 연장하여 선체를 개조, 흔들림을 개선하기 위해 울산-가쿠라 항로를 12월 25일부터 3개월간 운휴한다고 발표하였다. 한편 무성은 2003년 1월 1일과 2일 이틀동안 같은 배를 사용하여 울산항국제여객터미널에서 해돋이 명소로 유명한 간절곶 등 주변의 경승지를 도는 「해돋이 운항」을 한다고 발표하였다. 이 발표는 안전상의 이유로 운휴하면서 특별운항을 하는 것은 지나친 상업주의라는 비판의 대상이 되었다.

### 감편
전년 말부터 장기운휴하던 울산-고쿠라 항로는 2003년 3월 27일부터 주5왕복으로 운항을 재개하였다. 하지만 재개 다음달인 2003년 4월, 운항회사인 무성은 4월 22일부터 울산-고쿠라 항로를 주4왕복으로 감편하고, 새로 부산-고쿠라 항로를 운항하겠다고 발표하였다. 이 구간에는 면허신청단계에서 무성의 울산항로와 경쟁하던 대아고속해운이 2002년 7월에 고속선 운항을 개시했지만 동년 10월에 운휴, 대아는 이미 이 노선에서 철수하였다. 무성은 울산시에 대해 이후에도 울산항로를 우선할 거라고 설명했지만, 실제로는 부산항로로 기울어져 울산항로는 점점 감편되어갔다.
9월 1일부터 울산항로는 주2왕복(월요일 1회 왕복, 수요일 고쿠라→울산, 목요일 울산→고쿠라)으로 감편되었다. 거기다 한국에서는 추석, 일본에서는 경로의날에 운휴하여 9월 중순 기간에 울산항로의 운휴가 결정되었다. 운휴기간 중 태풍 매미에 의해 울산항국제여객터미널에서는 2002년 태풍 루사에 의해 파손된 잔교가 또다시 파손되었다. 무성은 이 잔교의 수리를 단념하고 입항안 배는 인근의 부두에 접안, 승객은 걸어서 터미널까지 이동하여 입국수속을 받아야 했다.
12월 23일 이후 울산항로는 주2왕복(화요일 고쿠라→울산, 수요일 1회 왕복, 목요일 울산→고쿠라)으로 일정을 변경하였다.

### 폐지
하지만 울산항로의 유지는 명목상이었고, 2004년에 들어서자 울산항국제여객터미널 발착은 전무했다. 1월 1일에 「해돋이 운항」이 울산발착으로 실시된 것을 제외하면, 이후 모든 울산발착편이 운휴로 처리되었다. 2004년 3월 울산항로는 주1왕복(화요일 고쿠라→울산, 수요일 울산→고쿠라)으로 감편되고 부산항로가 주5왕복으로 운항되었지만, 울산항로의 운항이 실제로는 이루어지지 않는 상황은 변함없었다.
무성은 2002년 4월의 운항을 시작한 이래, 울산항로가 운휴된 2003년 말까지 터미널 사용료 · 임대료 및 전기 · 수도요금 등을 납부하지 않았으며, 체납액은 4000만원을 넘었다. 이것에 대해 울산시는 2004년 4월, 취항선인 「돌핀 울산」을 가압류하였다.
터미널은 발착편이 없어진 후에도 유지되었지만, 2004년 8월이 되자 울산시는 무성의 재운항도 다른 회사의 취항도 기대할 수 없고, 더 이상 유지 부담을 할 수 없었기 때문에 터미널 폐지를 위해 움직이기 시작했다. 하지만 폐지를 결정하면서 울산시는 많은 문제를 떠안게 되었다. 운항을 개시할 때 울산시는 무성에 대해 일정기간 운항을 보장하도록 요구했지만 무성은 이에 대해 확약을 하지 않았기 때문에 단기간에 철수하게 된 무성에 울산시는 보상을 요구하지도 못하고, 반대로 무성이 체납한 터미널 사용료 회수가 문제로 남았다. 터미널 건설비의 일부를 출자한 한국관광공사에 대해서는, 출자의 전제조건이었던 면세점이 계약대로 운영되지 않았기 때문에 울산시는 출자금의 일부를 반환해야 했다. 또한 부지를 제공한 울산지방수산청은 폐지한다면 용지의 원상회복이 필요하다고 하여 울산시는 시설 철거비용을 지불할 의무를 지게 되었다. 이렇게 울산시가 오로지 손해만을 떠안게 된 상황에서 터미널 설치 경비가 감사 대상이 되어, 당시 울산지방수산청은 터미널 설치에 관한 비용 중 울산시의 부담비율에 대해 지적하였지만 울산시는 이것을 무시하고 사업의 타당성 조사도 하지 않고 터미널을 설치했다는 사실이 드러났다.
한편, 부산항로에서 운항을 계속하던 무성은 2004년 9월에 도산, 부산항로도 9월말에 운항을 종료하였다. 2004년 12월에는 울산광역시의회가 터미널의 용도폐지를 승인했다.

### 해체
그 후 울산항국제여객터미널 청사는 방치되었다가, 2005년 6월 인접한 현대미포조선이 터미널을 창고로 사용하겠다고 신청하여 임대하게 되었다.
2007년 1월 31일, 울산시는 터미널 설치시 제정되어 용도폐지된 후에도 존치되어있던 「울산항국제여객터미널운영조례」의 폐지안을 시의회에 제출하였다. 이것에 대해 강석구 북구청장은 2월 8일 기자회견을 열어 울산항을 다기능 상업항으로 육성하기 위해 조례를 유지할 필요가 있다며 조례의 폐지에 반대를 표명하였다. 강석구 북구청장은 항로를 JR같은 대기업이 참여한 합작기업에 운영시켜, 울산측의 발착지를 남구 장생포로 변경하고 고래박물관과 연계하면 일본인 관광객을 유치가 가능하다고 주장하였다. 하지만 울산시의회 산업건설위원회는 2월 9일 별다른 이견 없이 울산항국제여객터미널운영조례 폐지를 가결하였다.
창고로 사용하던 터미널 청사는 현대미포조선이 다른 장소에 창고를 신설하고 터미널이 있던 장소를 다른 용도로 사용하기 위해 2009년 7월에 해체되었다.